# Calileptoneta
Calileptoneta is een geslacht van spinnen uit de  familie van de Leptonetidae.

## Soorten
- Calileptoneta briggsi Ledford, 2004
- Calileptoneta californica (Banks, 1904)
- Calileptoneta cokendolpheri Ledford, 2004
- Calileptoneta helferi (Gertsch, 1974)
- Calileptoneta noyoana (Gertsch, 1974)
- Calileptoneta oasa (Gertsch, 1974)
- Calileptoneta sylva Chamberlin & Ivie, 1942
- Calileptoneta ubicki Ledford, 2004
- Calileptoneta wapiti (Gertsch, 1974)